# Израиль на Азиатских играх
Израиль принимал участие в летних Азиатских играх с 1954 по 1974 годы (не участвовали в Играх 1962 года), в зимних Азиатских играх не участвовали.
На летних Играх спортсмены Израиля завоевали в сумме 53 медали, из них 18 золотых, в командном медальном зачёте Израиль по состоянию на 2023 год занимает 23-е место.

## Медальный зачёт

### Медали на летних Азиатских играх
| Год   | Золото         | Серебро        | Бронза         | Всего          | Место          |
| 1954  | 2              | 1              | 1              | 4              | 7              |
| 1958  | 0              | 0              | 2              | 2              | 14             |
| 1962  | не участвовали | не участвовали | не участвовали | не участвовали | не участвовали |
| 1966  | 3              | 5              | 3              | 11             | 9              |
| 1970  | 6              | 6              | 5              | 17             | 6              |
| 1974  | 7              | 4              | 8              | 19             | 6              |
| Всего | 18             | 16             | 19             | 53             | 23             |